# ترسا دیوی
ترسا دیوی (انگلیسی: Teresa Deevy; ۲۱ ژانویهٔ ۱۸۹۴ – ۱۹ ژانویهٔ ۱۹۶۳) نمایشنامه‌نویس، و نویسنده اهل جمهوری ایرلند بود.